# ۲۲ مارش وال
۲۲ مارش وال دو آسمان‌خراش مسکونی واقع در لندن، انگلستان است.
این برج‌ها که در منطقه تاور هملتس لندن قرار دارد دارای ۱۴۰ متر و ۹۸ متر ارتفاع و ۴۴ و ۳۰ طبقه می‌باشند.